# ستيفن جاكسون (مغني)
ستيفن جاكسون (بالإنجليزية: Stephen Jackson)‏ هو مغني أمريكي، ولد في 26 يناير 1970 في فرجينيا في الولايات المتحدة.

## وصلات خارجية
- الموقع الرسمي
- ستيفن جاكسون على موقع ميوزك برينز (الإنجليزية)
- ستيفن جاكسون على موقع أول ميوزيك (الإنجليزية)
- ستيفن جاكسون على موقع ديسكوغز (الإنجليزية)